# Las Delicias (Chiapas)
Las Delicias es una localidad del estado mexicano de Chiapas. Es parte del municipio de La Trinitaria.

## Demografía
| Gráfica de evolución demográfica |
|                                  |

| Censo | Población |
| ----- | --------- |
| 1940  | 679       |
| 1950  | 787       |
| 1960  | 1 159     |
| 1970  | 1 540     |
| 1980  | 2 195     |
| 1990  | 2 253     |
| 2000  | 1 784     |
| 2010  | 2 121     |
| 2020  | 2 065     |